# Suma Content
Suma Content (antes conocido como Suma Latina ) es una productora creada por los actores, guionistas y directores Javier Ambrossi y Javier Calvo con la finalidad de crear contenido de cine, televisión y teatro.

## Producciones

### Series de televisión
| Serie                           | Inicio                  | Final                   | Género           | Canal/Plataforma    | Temporadas                 | Estado     |
| ------------------------------- | ----------------------- | ----------------------- | ---------------- | ------------------- | -------------------------- | ---------- |
| Paquita Salas                   | 6 de julio de 2016      | 28 de junio de 2019     | Comedia          | Flooxer/Netflix     | 3 temporadas, 16 episodios | Finalizada |
| Veneno                          | 29 de marzo de 2020     | 25 de octubre de 2020   | Drama            | Atresplayer Premium | 1 temporada, 8 episodios   | Finalizada |
| Cardo                           | 7 de noviembre de 2021  | 12 de marzo de 2023     | Drama            | Atresplayer Premium | 2 temporada, 12 episodios  | Finalizada |
| Una Navidad con Samantha Hudson | 19 de diciembre de 2021 | 19 de diciembre de 2021 | Comedia musical  | Atresplayer Premium | 1 episodio especial        | Finalizada |
| La Mesías                       | 11 de octubre de 2023   | 16 de noviembre de 2023 | Thriller         | Movistar Plus+      | 1 temporada, 7 episodios   | Finalizada |
| Vestidas de azul                | 17 de diciembre de 2023 | 28 de enero de 2024     | Drama            | Atresplayer Premium | 1 temporada, 7 episodios   | Finalizada |
| Mariliendre                     | 27 de abril de 2025     | 1 de junio de 2025      | Serie musical    | Atresplayer Premium | 1 temporada, 6 episodios   | Finalizada |
| Superestar                      | 18 de julio de 2025     | 18 de julio de 2025     | Serie biográfica | Netflix             | 1 temporada, 6 episodios   | Finalizada |
| Yo siempre a veces              | TBC                     | TBC                     | Drama            | Movistar Plus+      | TBC                        | Pendiente  |
| Piraña                          | TBC                     | TBC                     | Drama            | Atresplayer Premium | TBC                        | Pendiente  |

### Cine
| Película            | Estreno                  | Género          | Directores                     | Recaudación |
| ------------------- | ------------------------ | --------------- | ------------------------------ | ----------- |
| La llamada          | 29 de septiembre de 2017 | Comedia Musical | Javier Ambrossi y Javier Calvo | 2.710.334€  |
| La bola negra       | TBC                      | Drama           | TBC                            | TBC         |
| Mi querida señorita | TBC                      | Drama           | TBC                            | TBC         |
| El desencanto       | TBC                      | Drama           | TBC                            | TBC         |
| Las malas           | TBC                      | Drama           | TBC                            | TBC         |

### Teatro
| Película   | Estreno | Final     | Género          | Directores                     |
| ---------- | ------- | --------- | --------------- | ------------------------------ |
| La llamada | 2013    | En cartel | Comedia Musical | Javier Ambrossi y Javier Calvo |